# 澳門廣播電視
澳門廣播電視股份有限公司（葡萄牙語：TDM - Teledifusão de Macau, S.A.），簡稱澳廣視，是澳門的一個提供公共廣播服務、傳遞官方訊息的機構，由澳門特別行政區政府全資擁有。
澳廣視下設5個免費地面數字電視頻道、1個衛星電視頻道及兩個電台頻道，包括「澳視澳門」、「澳視葡文」、「澳門資訊」、「澳門體育」、「澳門綜藝」、「澳門-Macau」（衛星電視頻道）、「澳門電台」FM100.7（中文電台頻道）及 「Radio Macau」FM98（葡萄牙語電台頻道），在其官方網站、Facebook專頁以及移動應用程式「TDM App」皆能收看直播內容。

## 歷史

### 澳門電台時期
澳門電台是澳廣視旗下歷史最悠久的機構，其所屬的葡文頻道成立並開播於1933年8月26日，原由來自葡萄牙的一群業餘無線電愛好者運營，1937年至1938年停播，1948年被澳門政府收購，改由澳門政府經營管理。1982年與較晚成立的中文頻道一併交由葡萄牙廣播電視公司經營，1983年澳門廣播電視公司成立後接管這兩個電台頻道。

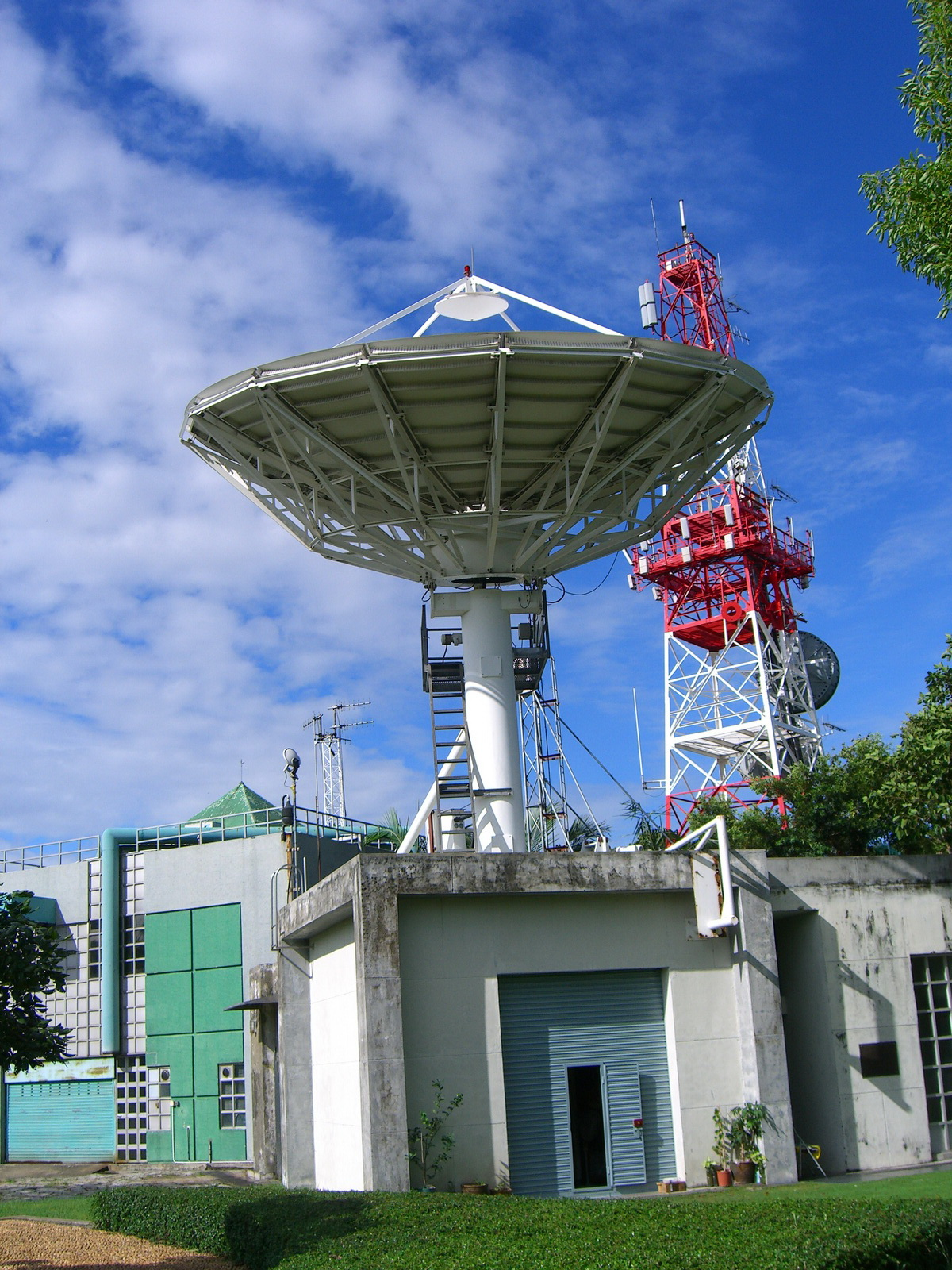
位於東望洋山山頂的澳門電視台地面電視信號發射站。前方之衛星天線只作收發該台之衛星信號，後方的發射塔則是用於廣播澳門半島範圍內之地面電視信號。

葡文頻道頻率為FM 98.0兆赫，中文頻道頻率為FM 100.7兆赫（中文頻道曾使用AM 900千赫同步廣播），两台的發射塔在東望洋山山頂（路環疊山頂興建媽祖像前為訊號發射地點）。

### 澳門廣播電視公營時期
1979年，澳葡政府开始筹办澳门第一家电视台，1983年，成立澳門首家電視公司，同時接管原有的澳門電台及其所屬的中文、葡文兩個頻道，公司名稱定為「澳門廣播電視公司」，採取「公有公營」經營模式。
電視频道於1984年5月13日開播，初期只在18:00-23:00播出，混合播出中文與葡文節目。電視台發射塔仍在東望洋山山頂，路氹保安部隊塔樓與路環和澳門一住宅樓頂為中轉站。接收範圍覆蓋澳門與各離島，及其周邊地區如珠海、珠海市灣仔鎮、與香港后海灣及大嶼山較近澳門方向之少部分地區。

### 公司改組成立初期
公營的澳門廣播電視公司連年虧損，平均每年虧損約達9,000萬至1億澳門幣。1988年4月，澳廣視發生貪污醜聞。同年6月，澳督文禮治於某電台節目中提及終止經營澳廣視的可能。文禮治指收看澳廣視中文台的觀眾只有4萬人（當時澳門人口的8%）、收看澳廣視葡文台新聞的觀眾亦只得2000人。
1988年8月，澳廣視經營状態因不堪負累而改為「公私合營」，註冊資本由5000萬澳門幣的49.5%股份售予五家財團，變成一家公私合資且享有法人資格的不具名有限公司，希望以此提升管治質素，並改名為「澳門廣播電視股份有限公司」。根據當年的合作協議，於1990年7月簽定為期15年之專營合約。
1995年末之股東的資本比例如下：
- 澳葡政府佔50.5%
- 澳門旅游娛樂有限公司佔19.5%（後轉售給新建業集團吳立勝持有之新韻影視事業有限公司）
- 南光集團有限公司佔15%
- 何厚鏵佔15%（後轉售給信誠達有限公司）

1990年9月17日，澳廣視電視台分拆成葡文台和中文台兩個頻道，分別播放葡萄牙語和粵語節目。
1999年初，澳廣視增設麗音廣播服務（多數在直播足球賽事時采用中+英双声道播出）。
2000年初，澳廣視增設新字幕機與添置畫面處理系統，對制作節目質素與字幕有較大進步。2001年1月，澳廣視行政總裁江濠生表示，澳廣視內部正初步研究透過衛星轉播節目，推廣至東南亞地區的計劃。

### 停播風波
2002年8月13日，江濠生在澳廣視融資問題會議後表示，由於私人股東沒有支付公司虧損款項，澳廣視已陷入財政崩潰情況，並面臨停播倒閉。8月20日，澳廣視舉行特別股東大會，要求3間私人股東先行分別支付300萬澳門元以維持營運，解決辦法在9月20日之特別股東大會上商討；但最終也沒有要得款項，只能由政府墊支該月款項200萬圓。10月8日會議後，何鴻燊表示，澳廣視的財政已非常困難。澳門特首何厚鏵隨即在10月11日表示，澳門特區政府作為主要股東，在今後一段時間內定會支持澳廣視營運，避免出現大震盪；當時雖曾有數家機構與澳廣視接觸並希望入股，但當這些機構看過賬目和營運情況後都全部放棄。至2002年10月18日澳廣視股東大會上，由於兩年來均沒有如常未按股權比例支付股本金額之下（如南光集團持有的澳廣視股份賬面值3000萬澳門元，但歷年拖欠之款項已逾一億澳門元），澳門特區政府把剩下之新韻有限公司、信誠達有限公司和南光集團的共49.5%澳廣視股份先後收購；特區政府再次擁有絕大部分之澳廣視股權（99.8%），其餘0.2%則繼續為其他公共機構擁有。江濠生在10月18日表示，政府已承諾支付澳廣視營運費用最少至2002年年底。至此澳廣視財政問題暫時解決，停播風波亦告一段落，但虧蝕問題仍未解決。
2001年5月7日，經吳立勝主動安排下，香港華懋集團前主席龔如心與吳簽署協議，華懋集團以1億4280萬港幣收購澳廣視51%股權，吳並兌現了當場交易之一張3000萬元人民幣之期票訂金；雙方及後簽訂兩張補充協議，把交易限期推遲至2002年6月30日前。龔按協議審查公司期間，發現到有不能解決的問題，2001年8月向吳要求索取與協議有關的必要資料、2002年4月至7月要求退訂均未果，2002年8月入禀香港法院追討訂金，收購不成且訴訟至今未果。

### 現況

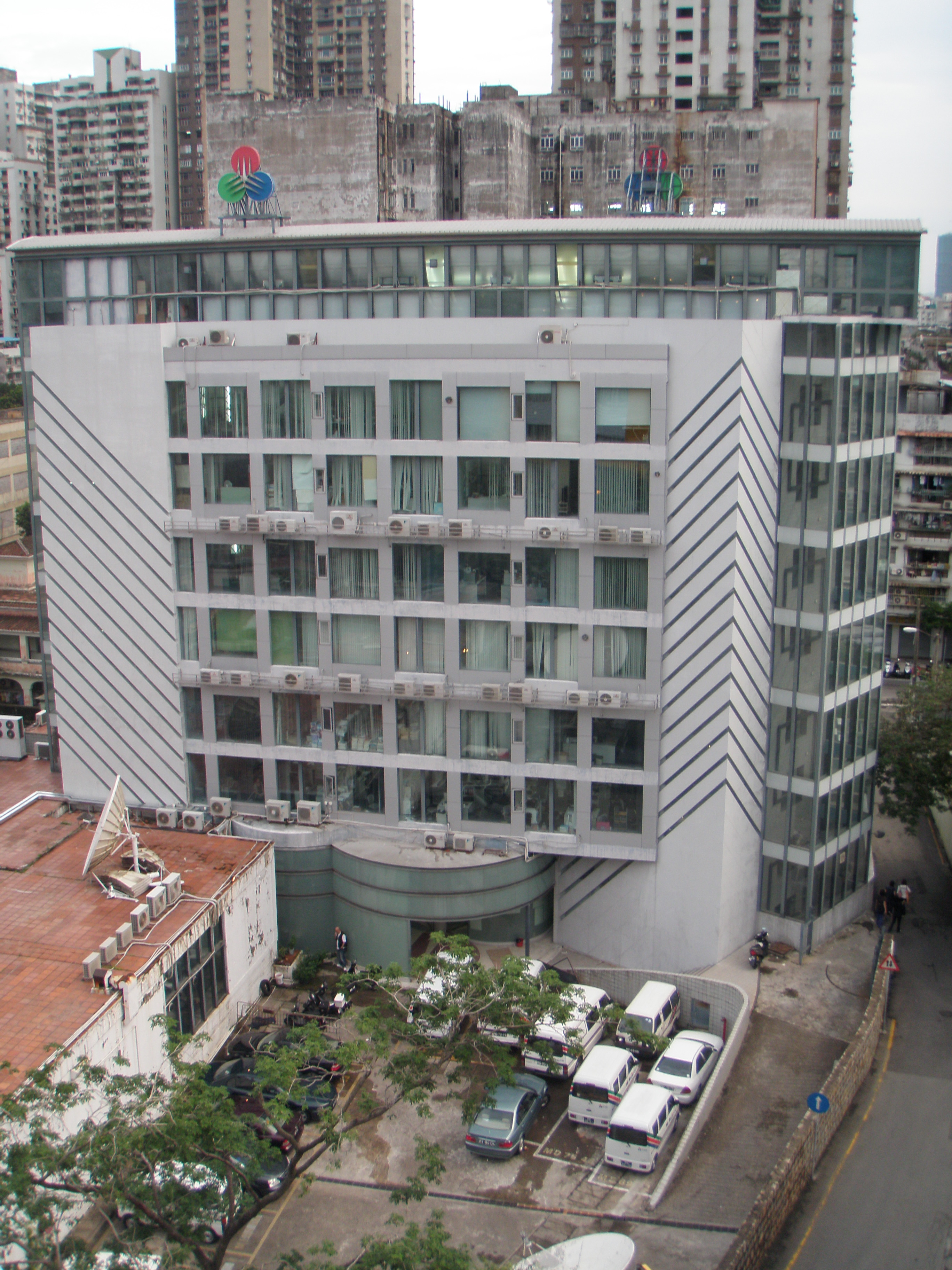
位於俾利喇街的澳廣視大樓，於1990年擴建落成

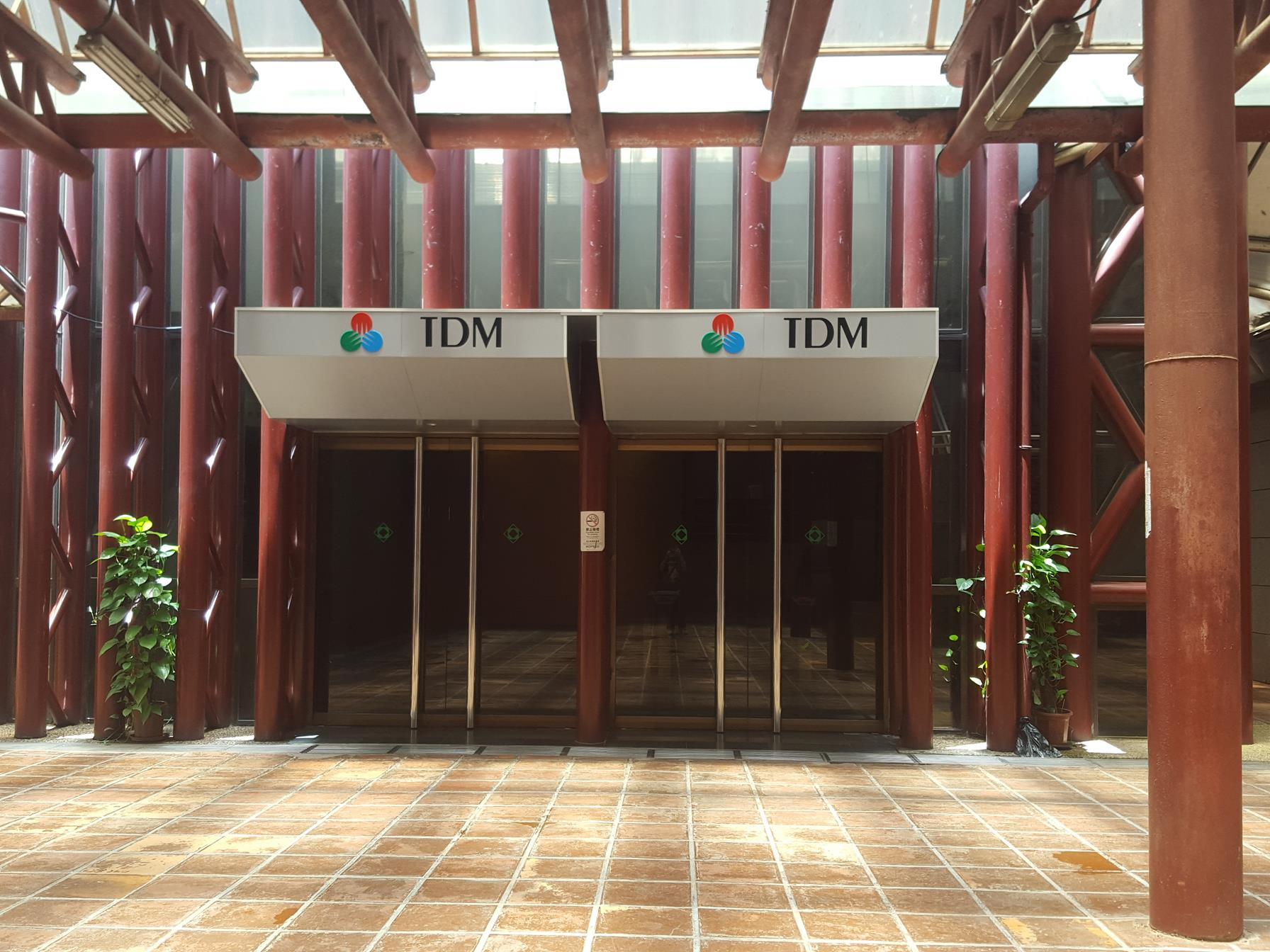
位於綜藝二館的錄影廠

2004年10月，何厚鏵在「公營廣播機構國際年會」中明確指出澳廣視為澳門市民提供公營廣播服務，顯示澳廣視已正式被澳門特區政府定位為「公營廣播機構」。2005年6月，澳門特區政府對澳廣視重新修訂《電視與聲音廣播批給合同》，將批給期限延長15年。
由於澳門市場狹小，而且香港和内地均禁止澳廣視訊號於香港與廣東省落地；加上澳廣視節目質素難有提升，營運狀況並不理想，未能自負盈虧之餘並虧蝕連年，長期以澳門特區政府補貼資助營運。近年澳門經濟環境轉變，收視與廣告稍微增加之下，此現象亦見些微改善。澳廣視在2005年年報亦表示，薪金相對於政府部門與新進之跨國公司仍偏低，因虧蝕有改善之下，在2005年4月1日作出3.5%左右之一次加薪，並於2005年6月開始實行「員工退休金計劃」，以改善人員流失的情況，但2005年至年末仍錄得5,630萬元虧蝕（過去三年度的虧蝕金額如下：2002年為6870萬元，2003年為6100萬元，2004年為5980萬元，相比過往幾年為少）。2006年政府資助6500萬元澳門幣，結餘600萬元，實際虧蝕5900萬元。2007年澳廣視首次達到收支平衡。2009年亦調升了員工的薪酬約3.3%。2009年度收益共1億7500萬，當中包括政府津貼1億2300萬；由於推出新頻道，去年的人員支出達1億600多萬，營業淨結餘為1770萬。
2006年，澳廣視購入硬盤廣播系統供中文台使用，亦更換轉播車。2007年3月29日，澳廣視董事會會議上通過正名中文台為澳門電視台，葡文台名為Canal Macau，4月1日启用；同日起，兩台的ID/新闻节目片头、呼号同步更新。
2008年7月14日，澳廣視第3套节目、也是澳廣視曾經唯一一條高清電視頻道澳視高清台啟播。2009年，澳廣視开播澳門-MACAU、澳視體育台和澳視生活台（2012年9月3日更名为澳門资讯），11月2日澳門電視台和Canal Macau分別更名為澳視澳門/澳視葡文。
截至2009底，澳廣視人員有455人，較2008年增加58人；新員工有89人，離職31人，人員流動率為7.3%。江濠生表示，雖然流動率不算高，但董事會仍關注年輕員工流失問題。江濠生指出，在離職的員工中，多為具大專學歷的記者及專門技術人員；為留住人才，澳廣視正研究措施，增加員工的歸屬感。
2011年2月，澳門特區政府公布澳廣視高層人事變動，由公共廣播服務工作小組成員、澳廣視監事梁金泉於2011年3月1日接替離任的常務董事兼行政總裁江濠生之職務，成為公司最高負責人。
2011年11月，澳廣視開始進行網絡電視直播測試，現可直播有澳視澳門、澳視葡文和澳門-MACAU。2012年4月2日，澳广视网站正式更新中文網站，具有多項特色，包括全新外觀及排版、實時直播多個電視電台頻道服務、加強電視電台自製節目重溫、整合優化新聞版面資訊、豐富各式節目資訊盡情展現、互動功能收集各方意見、澳廣視動態全面呈現等。2012年4月5日，澳視高清台開始播出高清制式的澳廣視新聞節目。
2012年3月20日，澳廣視與中國國際廣播電台在珠海簽署合作意向書，澳門電台葡文頻道四個節目將在中國國際廣播電台的葡語廣播和葡文網站播出；有關節目將在澳門播出的當日或翌日，通過澳方伺服器轉至北京的廣播中心，再轉播至相關地區。
2012年5月25日，澳廣視與幾內亞比紹國家電視台簽署電視節目交流合作協議，計劃將幾內亞比紹的電視節目譯成中文，再傳送至內地播放；同時將中國中央電視台提供的紀錄片等節目譯成葡文，傳送至幾內亞比紹播放。2012年8月3日，澳廣視與莫桑比克國家電視台（TVM）簽定協議，澳廣視將中国环球电视网英语纪录频道授權的節目翻譯成葡萄牙語、提供予TVM播放，而澳廣視亦會將TVM的節目推介給澳門及國內觀眾。
2012年8月8日，澳門行政長官崔世安批示，委任律師戴明揚（葡萄牙語：José Manuel de Oliveira Rodrigues）及澳廣視中文頻道新聞及資訊節目部總監羅崇雯，擔任澳廣視董事會成員。這兩人加入後，澳廣視董事會現增至9人，包括白文浩、梁金泉、羅翔天、黎奕豪、何鴻燊、陳致平、蘇朝暉、戴明揚及羅崇雯。
2012年9月2日澳視生活台停播，9月3日改版并更名为澳門資訊頻道。
2012年10月3日，澳廣視網上電視直播曾短暫开放澳视高清，惟一天后下线。
2014年5月23日晚上8時，為慶祝澳門電視台成立30周年，澳廣視在澳門威尼斯人度假村酒店威尼斯人劇場舉行《眾志成城30載》澳門電視台30周年慶祝晚會。由金沙中國獨家贊助的《眾志成城30載》澳門電視台三十周年慶祝晚會，將邀請台海兩岸七家電視台，包括中國中央電視台、北京電視台、西藏日喀則廣播電視台、內蒙古廣播電視台、雲南廣播電視台、廣西南寧電視台及台灣中天電視的演藝精英，聯同澳門演藝人及團隊包括小肥、梁迪嘉（及澳門演藝學院學生）、何嘉穎、翁達智、刃記、澳門人樂隊、治安警察局中國舞蹈組、澳門培正中學小學舞蹈組、澳門坊眾學校舞蹈隊等傾力演出。
2017年8月23日颱風天鴿正面吹襲澳門期間，澳門電台發射設備在風暴中受重創，葡文頻道因設備損毀暫停廣播，中文頻道維持有限廣播，澳廣視網站一度癱瘓。
2019年5月31日晚上8時，為慶祝澳廣視電視廣播三十五週年，澳廣視將會舉辦名為《共築光影三十五載》的晚會，並假於澳門百老匯舞台舉行，屆時將會與觀眾回顧澳廣視電視啟播三十五年來的發展歷程，並介紹台前幕後的工作情況、新聞部及葡文頻道的運作、大型節目的製作，以及展示與內地、外地攜手合作打造的一系列活動、電視節目的成果。
2019年10月1日，澳視高清更名為「澳門綜藝」。
2020年1月1日，澳視體育更名為「澳門體育」。同年7月，澳門特區政府向澳廣視批出的電視及聲音廣播服務批給續期六年。
2020年8月26日，澳門行政長官批示，委任飛安達、黃顯輝及陳露以兼任方式擔任澳廣視董事，自2020年9月1日起產生效力；原董事會副主席及執委會主席白文浩申請退休，並於8月31日後終止職務。
2020年9月1日，原澳廣視董事及執委會委員羅崇雯出任董事會副主席及執委會主席，新獲行政長官委任的澳廣視董事飛安達同時出任執委會委員。
2021年3月10日，據澳門葡文媒體報道，澳廣視葡文部主管告知該部門葡文記者新的編採指令，內容包括澳廣視的員工不能傳播與中央人民政府政策相違背的資訊或觀點，並要宣傳愛國主義等，否則會被解僱。該部門的記者也被告知，澳廣視是一個傳遞中央政府及澳門特區政府訊息的機構，澳廣視應進一步推廣中國與葡語系國家之間的交流、中西文化交流以及澳門「一中心、一平台、一基地」的定位；為達到目標，執委會將對人員、結構和編制進行必要的調整，葡文新聞部總監和副總監的最新委任期亦延長一年、減至半年。該部門主管又表示，澳廣視不再是一間新聞機構，而是一個傳遞政府訊息的部門。
2023年6月30日0時，關閉模擬電視發射系統，全面實施數字電視廣播。
2023年8月10日，澳广视与广东广电网络签署《澳视澳门频道在广东珠江三角洲有线电视网播出的合作协议书》，由2023年10月1日起澳视澳门台正式落地广东省珠三角地区，并于2023年8月15日起试播。
2023年12月，澳廣視從澳門基本電視頻道接管公共天線維護以及提供信號源的業務。

## 地面數字電視
2008年3月25日，澳廣視宣佈，會在年內推出地面數字電視（數碼地面電視）廣播，計劃共有三個頻道，其中一個是澳視高清台，發射站計劃在旅遊塔。2008年7月14日開始發射信號，使用498Mhz（UHF頻道24），與香港一樣使用中國標準DMB-T/H制式及使用多載波。唯一不同的是，澳門電視台自製頻道視訊編碼均為MPEG2，而轉播頻道視訊編碼均為H.264。
澳視高清台於2009年6月25日開播，其新聞和自製節目的畫質改善；外購節目畫質仍然很差，而檢修時會顯示一張大三巴牌坊高清照片及轉播澳門電台節目。
2009年9月24日澳廣視宣佈開播數字電視頻道----澳視體育、澳視生活及轉播CCTV-4（後來改為轉播CCTV-13），另外未來可能會轉播香港的「原四台」。2009年10月1日中華人民共和國國慶時正式開始轉播。
2009年11月，澳廣視已經完成新數字頻道的啟播規劃，各頻道統轄為澳門電視台。2010年7月15日，澳廣視開始轉播CGTN和湖南衛視國際頻道。
2011年4月1日，澳廣視開始轉播海峽衛視。
2011年11月1日，澳廣視開始轉播CCTV-9（英文版）。
2016年12月20日，澳廣視開始轉播CCTV-1（港澳版）。
2015年3月2日，澳視澳門、澳視葡文、澳門資訊、澳門-MACAU 衛星頻道改為標清16:9播出（澳視高清台除外）。
2016年7月11-12日，澳視澳門、澳視葡文、澳門資訊、澳門-MACAU 衛星頻道、澳視高清、澳視體育，全面改為h.264視訊編碼，並且六條頻道全部轉為高清格式播出。但一開始播出畫面除澳視高清外依然維持標清，直到8月底才陸續全部轉為全高清播出。
2016年12月20日，澳門回歸18週年之際，中國中央電視台綜合頻道正式面向澳門落地播出，並於2017年5月29日與香港播放版本同步。
2017年12月20日，澳廣視開始在澳門基本電視頻道中轉播東南衛視，滿足觀眾多元化口味。
2018年2月8日，澳廣視開始在澳門基本電視頻道中轉播廣東廣播電視台國際頻道節目。
2018年2月16日，澳門電台中文頻道和葡文頻道節目開始通過專門電視頻道播出。
2019年10月1日，澳視高清更名為「澳門綜藝」。
2019年12月17日，澳廣視開始在澳門基本電視頻道中轉播央視體育頻道。
2023年3月27日上午11時，澳廣視停止海峽衛視和湖南衛視國際頻道在地面數字電視的轉播，改為與東南衛視、央視體育頻道一樣在澳門基本電視頻道繼續轉播，左上角不再顯示澳廣視台標。
2023年6月26日，CCTV-1（港澳版）、CCTV-13、CGTN及CGTN Documentary四條轉播頻道的廣播制式升格為高清廣播，雖然CCTV-1、CCTV-13、CGTN的訊號源已經切換為高清，但轉播的畫質卻是降格為標清播出，而CGTN Documentary則依然為標清訊號源。在7月1日零時，CGTN Documentary轉為高清版訊號源，四條頻道同時正式完全升格為全高清廣播。
2023年10月10日，廣東廣播電視台國際頻道由於自身原因停播，畫面變爲了EBU彩條，但音軌2中的珠江經濟台還在正常播出，直到14日澳廣視刪除了該頻道。
2024年1月1日？，由澳廣視轉播的CCTV1、CCTV13、CGTN及CGTN Documentary四條轉播頻道取消顯示澳廣視台標Logo，頻道名亦同時取消“澳廣視”前輟。

### 廣東落地權
2012年及2014年，澳區全國人大代表劉藝良曾兩次在兩會期間提交建議，希望内地參考香港電視頻道落地廣東的方式和經驗，批准澳廣視的信號盡快落地廣東。廣電總局於2012年的答覆是澳廣視為境外媒體，與內地廣播電視機構的法律規定、審查標準及管理政策均不相同，廣電總局待條件具備時與澳廣視主管機構及有關部門協商。
2016年，11位澳區全國人大代表聯署建議，希望國務院有關部委能對澳廣視申請作出審批；建議若不能全部審批外購節目落地，是否可以審批澳廣視自行製作的節目或按節目清單再選擇適合的節目落地。澳廣視於2014年3月曾致函國務院有關部門，表達希望節目訊號能於內地城市落地的意願並同時遞交申請，但两年來都無答覆。
2019年5月，澳门立法会議員麥瑞權提出書面質詢，敦促澳門特區政府在權限範圍內或報請國務院，以特事特辦的方式首先在粵港澳大灣區內作為澳廣視落地的試點。
2023年8月10日，经国家广播电视总局批复，由2023年10月1日起澳视澳门台正式落地广东省珠三角地区，并于2023年8月15日起试播，广东电视观众除通过有线电视观看外，还可在广电网络内网环境通过“谷豆TV”手机应用程序收看澳视澳门台。

## 頻道

### 电台广播
- 澳门电台中文频道：FM 100.7MHz
- 澳门电台葡文频道：FM 98.0MHz

以上频道除通过传统模拟广播播出外，还通过澳广视网站及澳门地面数字电视97频道播出。

### 电视频道
| 自製頻道 |                                         | |                |          |                |                                 |
| 頻道編號 | 頻道名稱                                | 頻道簡介 | 廣播制式       | 視訊制式 | 啟播日期       | 相關連結                        |
| 91       | 澳視澳門 TDM Ou Mun                     | 粵語綜合頻道，為澳廣視首兩條啟播頻道之一，曾稱：澳廣視中文台、澳門電視台                                                | 模擬及數碼廣播 | 高清電視 | 1990年9月17日  | 官方網站                        |
| 92       | 澳視葡文 Canal Macau                    | 葡語綜合頻道，為澳廣視首兩條啟播頻道之一                                                                                | 模擬及數碼廣播 | 高清電視 | 1990年9月17日  | 官方網站（页面存档备份，存于）  |
| 93       | 澳門體育 TDM Desporto                   | 2020年1月1日，「澳視體育」更名為「澳門體育」，一般每日播出時間由上午10時至次日凌晨1时，若有大型赛事，播出时间会有延长。 | 數碼廣播       | 高清電視 | 2009年10月9日  | 官方網站                        |
| 94       | 澳門資訊 TDM Informação                 | 新聞及財經資訊等節目和在港股交易日轉播奇妙電視HOY資訊台的財經節目，也会間會直播澳門立法會全體會議。                     | 數碼廣播       | 高清電視 | 2012年9月3日   | 官方網站                        |
| 95       | 澳門綜藝 TDM Entertainment              | 綜藝頻道，大部份節目和澳視澳門/澳門體育同步播出。                                                                       | 數碼廣播       | 高清電視 | 2019年10月1日  | 官方網站                        |
| 96       | 澳門MACAU TDM-Macau Satéllite           | 新聞及資訊節目、本地製作、藝術、文化、教育及綜藝為主                                                                    | 數碼及衛星廣播 | 高清電視 | 2009年10月1日  | 官方網站                        |
| 97       | 澳門電台 Rádio Macau                    | 聲軌同步轉播澳門電台中文頻道及葡文頻道                                                                                  | 數碼廣播       | 高清電視 | 2018年2月16日  | 官方網站                        |
| 轉播頻道 |                                         | |                |          |                |                                 |
| 71       | 中国中央电视台综合频道 CCTV-1           | 轉播中國中央電視台綜合頻道（港澳版）                                                                                    | 數碼廣播       | 高清電視 | 2016年12月20日 | 官方網站                        |
| 72       | 中國中央電視台新聞頻道 CCTV-13          | 轉播中國中央電視台新聞頻道                                                                                              | 數碼廣播       | 高清電視 | 2009年10月1日  | 官方網站 （页面存档备份，存于） |
| 73       | 中國環球電視網（主频） CGTN             | 轉播中國環球電視網主頻道                                                                                                | 數碼廣播       | 高清電視 | 2010年7月15日  | 官方網站 （页面存档备份，存于） |
| 74       | 中國環球電視網紀錄頻道 CGTN Documentary | 轉播中國環球電視網紀錄頻道                                                                                              | 數碼廣播       | 高清電視 | 2011年11月1日  | 官方網站 （页面存档备份，存于） |
| 75       | 海峽衛視 FJTV                           | 轉播海峽衛視 | 數碼廣播       | 標清電視 | 2011年4月1日   | 官方網站 （页面存档备份，存于） |
| 76       | 湖南广播电视台國際頻道 HBS World        | 轉播湖南广播电视台國際頻道（海外版）                                                                                    | 數碼廣播       | 標清電視 | 2010年7月15日  | 官方網站                        |
| 77       | 东南卫视 SETV                           | 轉播东南卫视 | 數碼廣播       | 標清電視 | 2017年12月20日 | 官方網站                        |
| 79       | 中国中央电视台体育频道 CCTV-5           | 轉播中国中央电视台体育频道                                                                                              | 數碼廣播       | 高清電視 | 2019年12月17日 | 官方網站 （页面存档备份，存于） |
| 停播頻道 |                                         | |                |          |                |                                 |
| 94       | 澳視生活 TDM Vida                       | 劇集及綜藝節目，每日播出時間由下午4時至翌日凌晨2時                                                                      | 數碼廣播       | 標清電視 | 2009年10月26日 |                                 |
| 95       | 澳視高清 TDM HD                         | 高清頻道，大部份節目和澳視澳門/澳視體育同步播出。                                                                       | 數碼廣播       | 高清電視 | 2008年7月15日  |                                 |
| 78       | 广东广播电视台國際頻道 GRT World        | 轉播广东广播电视台國際頻道                                                                                              | 數碼廣播       | 標清電視 | 2018年2月8日   | 官方網站 （页面存档备份，存于） |

## 公司標誌

### 第1代
1982年至1989年時澳廣視台標，這個台標是最初建立公司時使用的。是由“澳門”的葡萄牙語地名“Macau”的首個字母及三角形、長方形等幾何圖形組成，色調為紅色。　

### 第2代
1989年，澳廣視啟用新台標。據2014年澳廣視一則關於其啟播30周年的新聞報導所示，該台標由當時的美術部員工，後來升任澳門博物館館長兼策展人和廣東省文史研究館館員的陳迎憲先生設計。中文台台標為三個圓形堆積成圓角三角形，這三個圓形分別為紅、綠、藍（三原色），表示電視。三個圓形中各有三條針狀射線，表示澳廣視輻射全澳門及珠江三角洲一帶，是廣播媒體。三條射線又形似“澳門”的葡萄牙語地名“Macau”的首個字母，代表澳門。
葡文台曾經有自己的台標。台標與中文台一樣，惟三個圓形的顏色皆為藍色。

## 獎項
- 2013年，澳廣視獲頒發「最佳互動獎」
  - 澳廣視在中國財經媒體平台（CBTN）的年會上獲頒發「最佳互動獎」，肯定澳廣視於製作《激情倫敦眼》工作的貢獻。2012倫敦奧運時，澳廣視與內地七家電視台組成攝製隊，共同製作《激情倫敦眼》，除直播奧運會的重要時刻和採訪選手外，更發掘幕後及影響經濟的故事，全方位將倫敦奧運介紹給觀眾。通過合作後，不少內地電視台讚揚澳廣視人員攝製專業。

## 外部連結
- 官方网站
- 澳門廣播電視的Facebook專頁
- 澳廣視新聞的Facebook專頁
- TDM Canal Macau的Facebook專頁
- YouTube上的澳門廣播電視頻道
- YouTube上的澳廣視新聞及資訊節目頻道
- 澳門廣播電視的新浪微博
- 《電視與聲音廣播批給合同》（页面存档备份，存于），澳門印務局
- 澳門廣播電視股份有限公司私營機構公告 （页面存档备份，存于） - 澳門印務局
- 澳廣視2005年度工作報告及帳目，2006年6月29日澳門日報D5版
- 澳廣視去年蝕五千九萬，2007年3月30日澳門日報